# 白い巨塔 (1967年のテレビドラマ)
『白い巨塔』（しろいきょとう）は、NETテレビ（現テレビ朝日）系列で、1967年4月8日から9月29日まで放送された、全26回のテレビドラマ。モノクロ作品。現在は、横浜市の放送ライブラリーで第1話を見ることができる。山崎豊子原作『白い巨塔』の初のテレビドラマ化作品である。

## 放送時間
- 1967年4月8日～1967年7月1日：毎週土曜日22:00～23:00
- 1967年7月7日～1967年9月29日：毎週金曜日21:00～21:56

※同じ東映制作の「挑戦者 続・ある勇気の記録」（1967年6月2日～1967年9月30日）と枠を交換。

## キャスト
浪速大学の関係者
- 財前五郎： 佐藤慶 - （第一外科助教授 → 教授）
- 里見脩二： 根上淳 - （第一内科助教授）
- 東貞蔵： 山形勲 - （第一外科教授）
- 鵜飼医学部長： 河津清三郎 - （第一内科教授・医学部長）
- 大河内教授： 佐々木孝丸 - （病理学科教授）
- 葉山教授： 片山滉 - （産婦人科教授）
- 今津教授： 長島隆一 - （第二外科教授）
- 野坂教授： 武藤英司 - （整形外科教授）
- 助川教授： 杉義一 - （公衆衛生学科教授）
- 金井助教授： 小林勝彦 - （第一外科講師 → 助教授）
- 佃講師： 久野四郎 - （第一外科医局長 → 講師）
- 安西医局長： 巽秀太郎 - （第一外科医局員 → 医局長）
- 柳原： 田川恒夫 - （第一外科医局員）
- 井手： 山田真二 - （第一内科医局員）
- 婦長： 関弘子 - （第一外科病棟婦長）

家族
- 東政子： 木暮実千代 - （東貞蔵の妻）
- 東佐枝子： 村松英子 - （東貞蔵の娘）
- 財前又一： 内田朝雄 - （財前五郎の義父。財前産婦人科院長）
- 財前杏子： 瞳麗子 - （財前五郎の妻。財前又一の娘）

他大学の医師
- 菊川教授： 南原宏治 - （金沢大学教授）
- 船尾教授： 中村伸郎 - （東都大学教授）

裁判の関係者
- 河野弁護士： 清水元 - （被告側弁護人）
- 関口弁護士： 渥美国泰 - （原告側弁護人）
- 佐々木庸平： 田武謙三 - （胃癌患者）
- 佐々木よし江： 田中筆子 - （佐々木庸平の妻）
- 佐々木信平： 奥野匡 - （佐々木庸平の弟）
- 小山教授： 久松保夫 - （千葉大学教授。被告側鑑定人）
- 一丸名誉教授： 見明凡太朗 - （東北大学名誉教授。原告側鑑定人）

その他
- 花森ケイ子： 寺田史 - （財前五郎の愛人。バー「アラジン」のホステス）[1]
- 花森ユキ： 津田亜矢子 - （花森ケイ子の妹）
- 岩田重吉： 多々良純 - （浪速医師会会長）
- 山田： 左卜全 - （財前五郎が執刀した癌患者）
- 山田の妻： 吉川満子
- 婆や： 笠置シヅ子 - （財前又一家の家政婦）
- 杉内晴子： 牧紀子 - （元浪速大学医学部第一外科看護婦）
- 豪崎画伯： 志摩栄 - （杉内晴子の夫）
- ナレーション： 遠山一

※番組ポスターの出演者欄には、主演の佐藤に続く主要女性キャストの括りに3代目市川翠扇の氏名が記されていたが（並びは村松、翠扇、瞳、木暮の順）、役名や実際の出演有無は不明。

## スタッフ
- プロデューサー： 片岡政義
- 原作： 山崎豊子
- 脚本： 大和久守正、今村文人
- 音楽： 伊部晴美
- 監督： 関川秀雄、伊賀山正光、永野靖忠
- 制作： NET、東映テレビプロ

## ネット局
- 関東圏：NETテレビ（現：テレビ朝日）
- 北海道：北海道放送
- 青森県：青森放送
- 岩手県：岩手放送（現：IBC岩手放送）
- 宮城県：東北放送
- 秋田県：秋田放送
- 山形県：山形放送
- 福島県：福島テレビ
- 山梨県：山梨放送
- 新潟県：新潟放送
- 長野県：信越放送

- 静岡県：静岡放送
- 富山県：北日本放送
- 石川県：北陸放送
- 福井県：福井放送
- 中京圏：名古屋放送（現：メ～テレ）
- 関西圏：毎日放送
- 鳥取県：日本海テレビ
- 島根県：山陰放送
- 岡山県：山陽放送（現：RSK山陽放送）
- 広島県：中国放送
- 山口県：山口放送

- 徳島県：四国放送
- 香川県：西日本放送
- 愛媛県：南海放送
- 高知県：高知放送
- 福岡県：九州朝日放送
- 長崎県：長崎放送
- 熊本県：熊本放送
- 大分県：大分放送
- 宮崎県：宮崎放送
- 鹿児島県：南日本放送
- 沖縄県：琉球放送

| NET系 土曜22時枠                                                         | NET系 土曜22時枠                    | NET系 土曜22時枠                                     |
| 前番組                                                                   | 番組名                              | 次番組                                               |
| ------------------------------------------------------------------------ | ----------------------------------- | ---------------------------------------------------- |
| 土曜洋画劇場 （21:00 - 22:55） ※日曜21:00に移動、 『日曜洋画劇場』と改題 | 白い巨塔 （1967年4月8日 - 7月1日）  | 挑戦者 続・ある勇気の記録 ※枠交換で金曜21:00より移動 |
| NET系 金曜21時枠                                                         |                                     |                                                      |
| 挑戦者 続・ある勇気の記録 ※枠交換で土曜22:00へ移動                       | 白い巨塔 （1967年7月7日 - 9月29日） | とぼけた奴ら                                         |